# Guilherme Carlos Lopes Banhos
Guilherme Carlos Lopes Banhos OA (Mártires, Lisboa, 26 de Janeiro de 1849 - Estrela, Lisboa, 13 de Fevereiro de 1930), foi um militar português.

## Biografia
Nasceu em 26 de Janeiro de 1849, na freguesia dos Mártires, em Lisboa, filho de Francesca Romano Martins e Florêncio Gaspar Lopes Banhos.
Assentou praça em 20 de Outubro de 1867 no Batalhão de Caçadores 5, como voluntário cadete. Pouco tempo depois ingressou na Escola Politécnica como 1.º sargento aspirante a oficial. Foi promovido a alferes aluno para a arma de artilharia por um decreto de 22 de Outubro de 1870, e colocado na Artilharia 1. Recebeu a promoção a 2.º tenente daquela arma em 15 de Janeiro de 1873, e em 6 de Fevereiro de 1875 passou a 1.º tenente para o Estado Maior de Artilharia. Em 10 de Dezembro de 1879 foi promovido a capitão para a Artilharia 2, em 8 de Novembro de 1880 tornou-se capitão da 11.ª companhia daquele regimento. Também exerceu como director da oficina pirotécnica da Fábrica de Armas, tendo sido durante aquele posto que recebeu uma missão do Ministério da Guerra em 1886, para estudar em França os processos mais avançados para a refinação do salitre, no sentido de serem utilizados na Fábrica da Pólvora de Barcarena. Em 30 de Setembro de 1891 passou a major para o Estado Maior da Artilharia. Foi enquanto exercia aquele posto que foi nomeado como inspector do material de guerra no Arquipélago dos Açores, tendo estado durante alguns anos na Ilha Terceira. Durante esta missão, foi promovido a tenente-coronel do Estado Maior de Artilharia em 4 de Janeiro de 1897, e em 6 de Julho de 1902 atingiu o posto de general de brigada graduado, tendo sido passado ao quadro de reserva em 13 de Novembro desse ano. Cerca de cinco anos depois entrou na reforma.
Além da da sua carreira militar, também se evidenciou pelos seus conhecimentos científicos, tendo-se dedicado à investigação de ciências abstractas. Elaborou o estudo Determinação Geometrica dos Momentos de Inercia dos Solidos de Revolução quando tinha a patente de capitão, obra que foi muito elogiada pelo matemático Francisco Gomes Teixeira, tendo sido com o seu apoio que foi publicada no Jornal das Sciências Matemáticas e Astronómicas. Também deu um valioso contributo para a elaboração de regulamentos.
Faleceu em 13 de Fevereiro de 1930, aos 81 anos, no Hospital Militar da Estrela, em Lisboa. Foi pai do escritor e jornalista Carlos de Ornellas.
Foi condecorado com o grau de oficial da Ordem Militar de São Bento de Avis, por uma carta de 1 de Janeiro de 1895 do rei D. Carlos. Em Janeiro de 1949 foi comemorado o centenário do seu nascimento, na qual participou a Revista Militar.